# Caudiès-de-Fenouillèdes
Caudiès-de-Fenouillèdes  est une commune française située dans le nord du département des Pyrénées-Orientales, en région Occitanie. Sur le plan historique et culturel, la commune est dans le Fenouillèdes, une dépression allongée entre les Corbières et les massifs pyrénéens recouvrant la presque totalité du bassin de l'Agly.
Exposée à un climat océanique altéré, elle est drainée par la Boulzane, le ruisseau de Saint-Jaume et par deux autres cours d'eau. La commune possède un patrimoine naturel remarquable : un site Natura 2000 (les « Basses Corbières ») et quatre zones naturelles d'intérêt écologique, faunistique et floristique.
Caudiès-de-Fenouillèdes est une commune rurale qui compte 585 habitants en 2022, après avoir connu un pic de population de 1 969 habitants en 1851. Elle fait partie de l'aire d'attraction de Perpignan. Ses habitants sont appelés les Caudièsiens ou  Caudièsiennes.

## Géographie

### Localisation
La commune de Caudiès-de-Fenouillèdes se trouve dans le département des Pyrénées-Orientales, en région Occitanie.
Elle se situe à 44 km à vol d'oiseau de Perpignan, préfecture du département, à 22 km de Prades, sous-préfecture, et à 41 km de Rivesaltes, bureau centralisateur du canton de la Vallée de l'Agly dont dépend la commune depuis 2015 pour les élections départementales.
La commune fait en outre partie du bassin de vie de Quillan.
Les communes les plus proches sont : 
Fenouillet (2,2 km), Prugnanes (4,9 km), Fosse (5,2 km), Vira (5,6 km), Puilaurens (5,8 km), Saint-Louis-et-Parahou (6,0 km), Salvezines (6,6 km), Gincla (6,8 km).
Sur le plan historique et culturel, Caudiès-de-Fenouillèdes fait partie du Fenouillèdes, une dépression allongée entre les Corbières et les massifs pyrénéens recouvrant la presque totalité du bassin de l'Agly. Ce territoire est culturellement une zone de langue occitane.

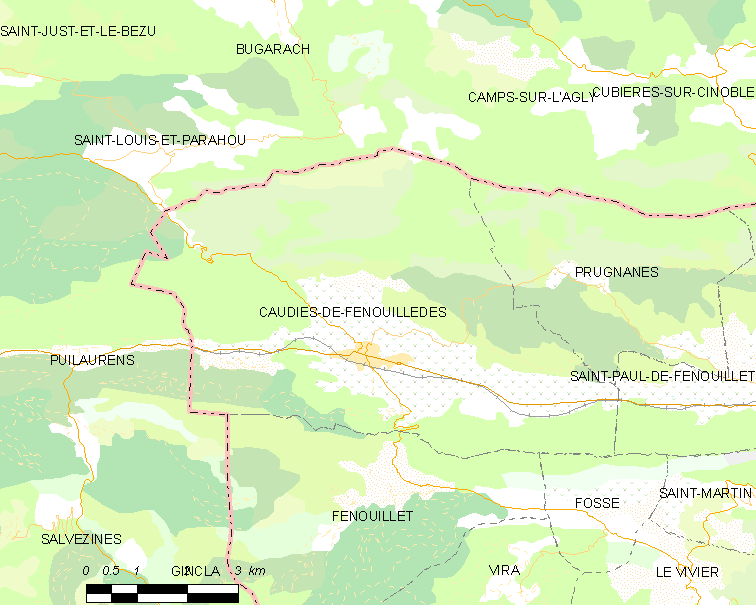
Situation de Caudiès-de-Fenouillèdes.

| Saint-Louis-et-Parahou (Aude) | Bugarach (Aude)         | Camps-sur-l'Agly (Aude)         |
| Puilaurens (Aude)             | Caudiès-de-Fenouillèdes | Prugnanes                       |
|                               | Fenouillet              | Saint-Paul-de-Fenouillet, Fosse |

### Géologie et relief
La commune de Caudiès-de-Fenouillèdes est connue pour son karst remarquable, il a livré plusieurs centaines de cavités naturelles dont certaines donnent accès au réseau endokarstique : le Réseau Fanges-Paradet. Ce réseau spéléologique développe 20 km de galeries, il constitue le plus important réseau spéléologique des Pyrénées-Orientales par son extension, son dénivelé, son développement.
La commune est classée en zone de sismicité 3, correspondant à une sismicité modérée.

### Hydrographie
La commune de Caudiès-de-Fenouillèdes est située sur la Boulzane.

### Climat
Pour des articles plus généraux, voir Climat de l'Occitanie et Climat des Pyrénées-Orientales.
En 2010, le climat de la commune est de type climat méditerranéen altéré, selon une étude du CNRS s'appuyant sur une série de données couvrant la période 1971-2000. En 2020, Météo-France publie une typologie des climats de la France métropolitaine dans laquelle la commune est exposée à un climat de montagne ou de marges de montagne et est dans la région climatique Pyrénées orientales, caractérisée par une faible pluviométrie, un très bon ensoleillement (2 600 h/an), un air sec, particulièrement en hiver et peu de brouillards.
Pour la période 1971-2000, la température annuelle moyenne est de 13,1 °C, avec une amplitude thermique annuelle de 14,9 °C. Le cumul annuel moyen de précipitations est de 892 mm, avec 8,9 jours de précipitations en janvier et 4,8 jours en juillet. Pour la période 1991-2020, la température moyenne annuelle observée sur la station météorologique la plus proche, située sur la commune de Saint-Paul-de-Fenouillet à 11 km à vol d'oiseau, est de 14,7 °C et le cumul annuel moyen de précipitations est de 765,9 mm,. Pour l'avenir, les paramètres climatiques de la commune estimés pour 2050 selon différents scénarios d'émission de gaz à effet de serre sont consultables sur un site dédié publié par Météo-France en novembre 2022.

### Milieux naturels et biodiversité

#### Réseau Natura 2000

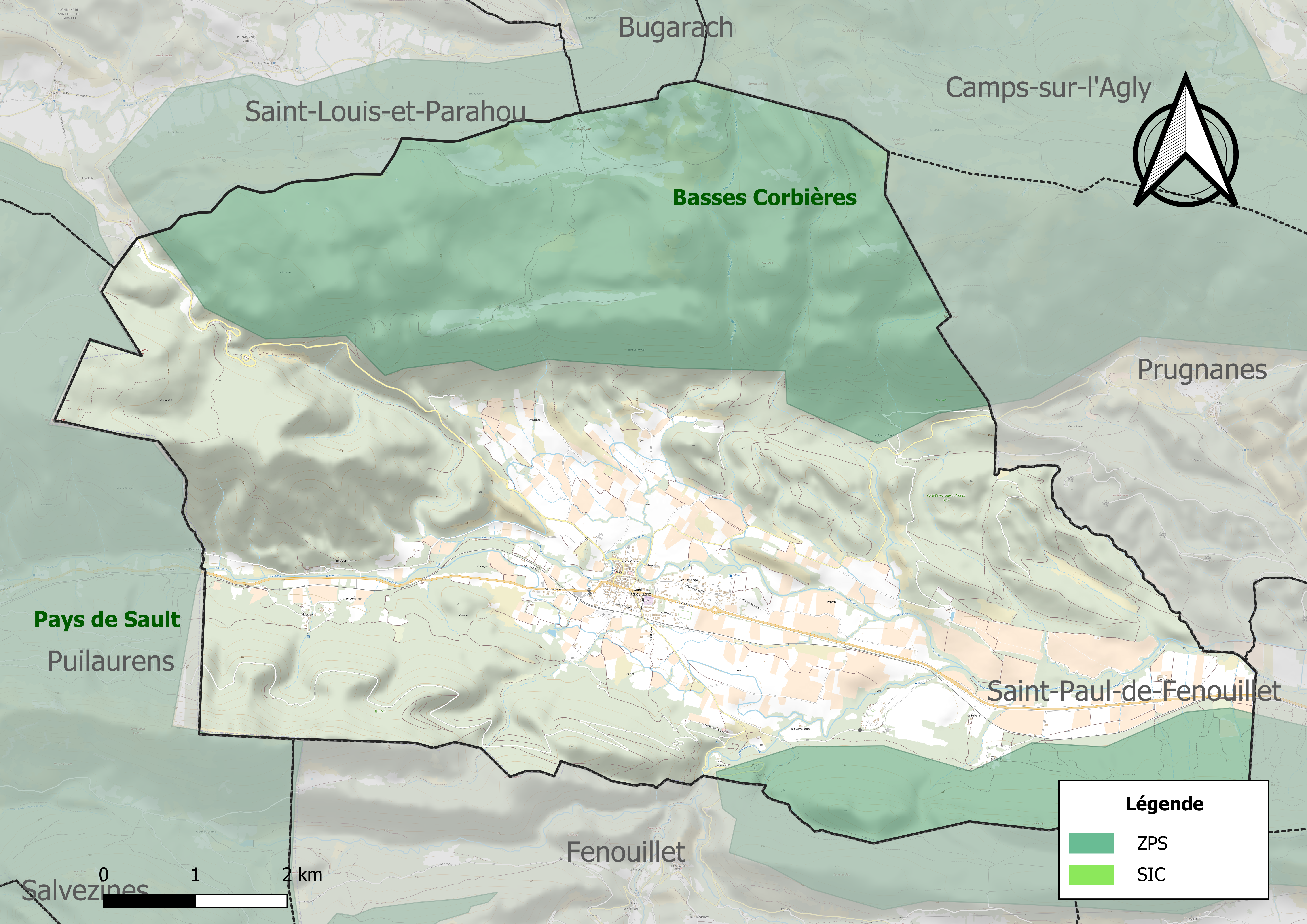
Sites Natura 2000 sur le territoire communal.

Le réseau Natura 2000 est un réseau écologique européen de sites naturels d'intérêt écologique élaboré à partir des directives habitats et oiseaux, constitué de zones spéciales de conservation (ZSC) et de zones de protection spéciale (ZPS).
Un site Natura 2000 a été défini sur la commune au titre  de la directive oiseaux : 0, d'une superficie de 29 495 ha, sont un site important pour la conservation des rapaces : l'Aigle de Bonelli, l'Aigle royal, le Grand-duc d’Europe, le Circaète Jean-le-Blanc, le Faucon pèlerin, le Busard cendré, l’Aigle botté.

#### Zones naturelles d'intérêt écologique, faunistique et floristique
L’inventaire des zones naturelles d'intérêt écologique, faunistique et floristique (ZNIEFF) a pour objectif de réaliser une couverture des zones les plus intéressantes sur le plan écologique, essentiellement dans la perspective d’améliorer la connaissance du patrimoine naturel national et de fournir aux différents décideurs un outil d’aide à la prise en compte de l’environnement dans l’aménagement du territoire.
Une ZNIEFF de type 1 est recensée sur la commune :
la « serre d'Alquières » (360 ha), couvrant 3 communes dont une dans l'Aude et deux dans les Pyrénées-Orientales et trois ZNIEFF de type 2, : 
- les « Fenouillèdes audois » (12 141 ha), couvrant 13 communes dont 11 dans l'Aude et deux dans les Pyrénées-Orientales[21] ;
- le « massif du Fenouillèdes » (34 157 ha), couvrant 40 communes dont une dans l'Aude et 39 dans les Pyrénées-Orientales[22] ;
- le « massif du Fenouillèdes septentrional » (14 046 ha), couvrant 14 communes dont neuf dans l'Aude et cinq dans les Pyrénées-Orientales[23].

Carte des ZNIEFF de type 1 et 2 à Caudiès-de-Fenouillèdes.
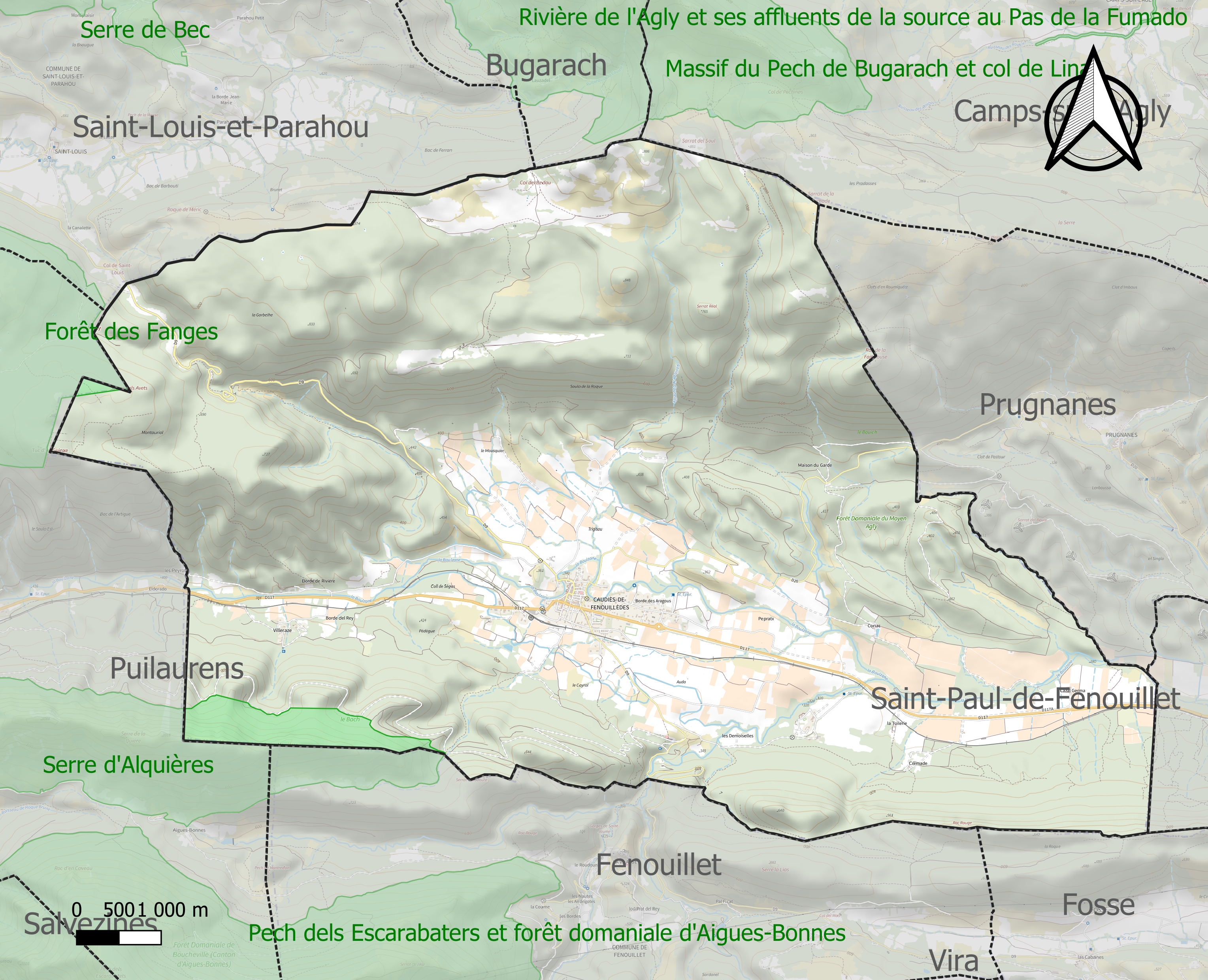
Carte de la ZNIEFF de type 1 sur la commune.
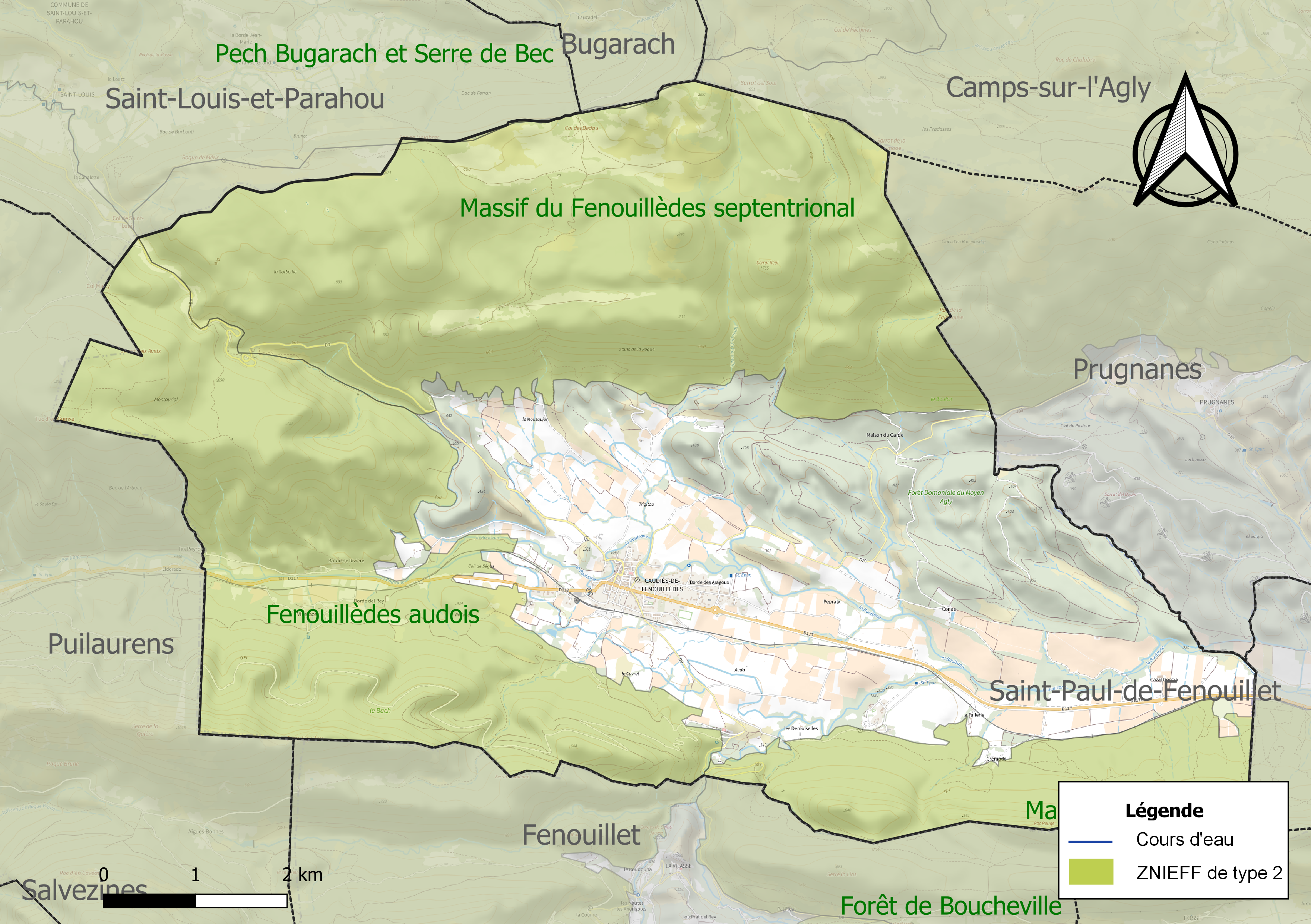
Carte des ZNIEFF de type 2 sur la commune.

## Urbanisme

### Typologie
Au 1er janvier 2024, Caudiès-de-Fenouillèdes est catégorisée commune rurale à habitat dispersé, selon la nouvelle grille communale de densité à sept niveaux définie par l'Insee en 2022.
Elle est située hors unité urbaine. Par ailleurs la commune fait partie de l'aire d'attraction de Perpignan, dont elle est une commune de la couronne,. Cette aire, qui regroupe 118 communes, est catégorisée dans les aires de 200 000 à moins de 700 000 habitants,.

### Occupation des sols
L'occupation des sols de la commune, telle qu'elle ressort de la base de données européenne d’occupation biophysique des sols Corine Land Cover (CLC), est marquée par l'importance des forêts et milieux semi-naturels (73,3 % en 2018), une proportion sensiblement équivalente à celle de 1990 (73,2 %). La répartition détaillée en 2018 est la suivante : 
forêts (48,4 %), milieux à végétation arbustive et/ou herbacée (24,9 %), cultures permanentes (21 %), zones agricoles hétérogènes (3,8 %), zones urbanisées (1,4 %), prairies (0,5 %). L'évolution de l’occupation des sols de la commune et de ses infrastructures peut être observée sur les différentes représentations cartographiques du territoire : la carte de Cassini (XVIIIe siècle), la carte d'état-major (1820-1866) et les cartes ou photos aériennes de l'IGN pour la période actuelle (1950 à aujourd'hui).

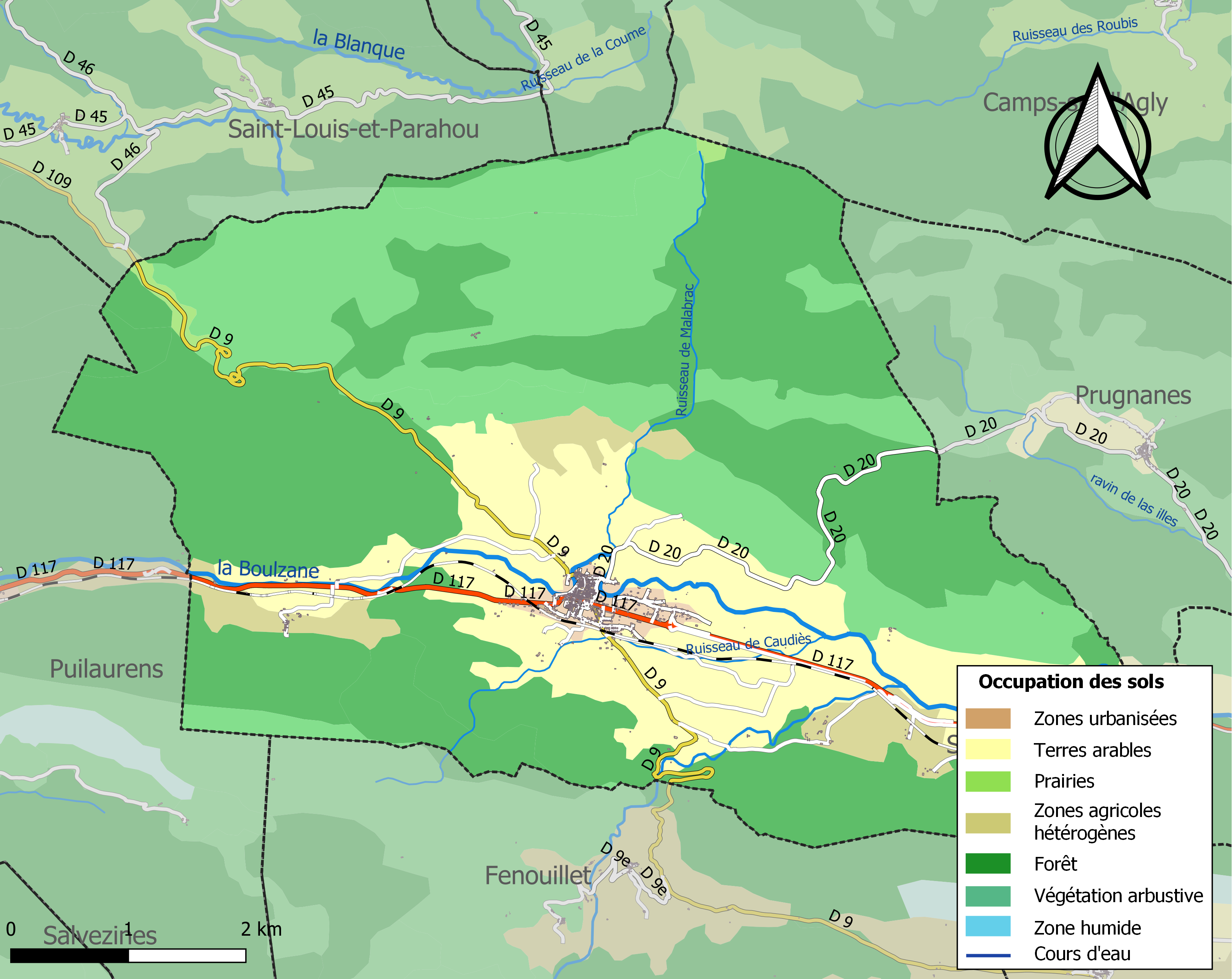
Carte des infrastructures et de l'occupation des sols de la commune en 2018 (CLC).

### Voies de communication et transports

#### Voies ferroviaires
- Gare de Caudiès-de-Fenouillèdes[25].

#### Transports
La ligne 500 du réseau régional liO relie la commune à la gare de Perpignan et à Quillan.

### Risques majeurs
Le territoire de la commune de Caudiès-de-Fenouillèdes est vulnérable à différents aléas naturels : inondations, climatiques (grand froid ou canicule), feux de forêts, mouvements de terrains et séisme (sismicité modérée). Il est également exposé à un risque technologique, le transport de matières dangereuses,.

#### Risques naturels
Certaines parties du territoire communal sont susceptibles d’être affectées par le risque d’inondation par crue torrentielle de cours d'eau du bassin de l'Agly.
Les mouvements de terrains susceptibles de se produire sur la commune sont soit des mouvements liés au retrait-gonflement des argiles, soit des glissements de terrains, soit des chutes de blocs, soit des effondrements liés à des cavités souterraines. Une cartographie nationale de l'aléa retrait-gonflement des argiles permet de connaître les sols argileux ou marneux susceptibles vis-à-vis de ce phénomène. L'inventaire national des cavités souterraines permet par ailleurs de localiser celles situées sur la commune.

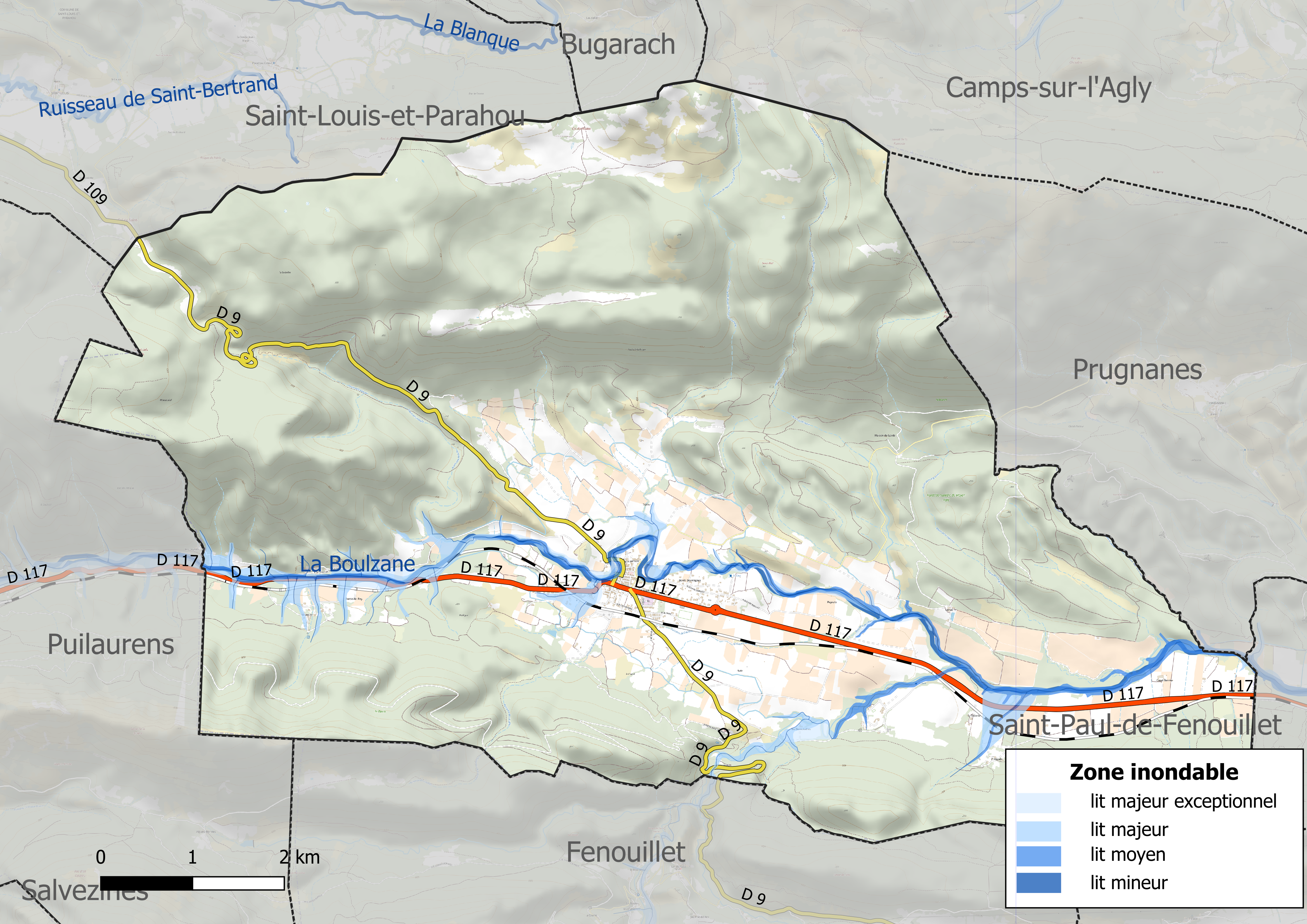
Carte des zones inondables.
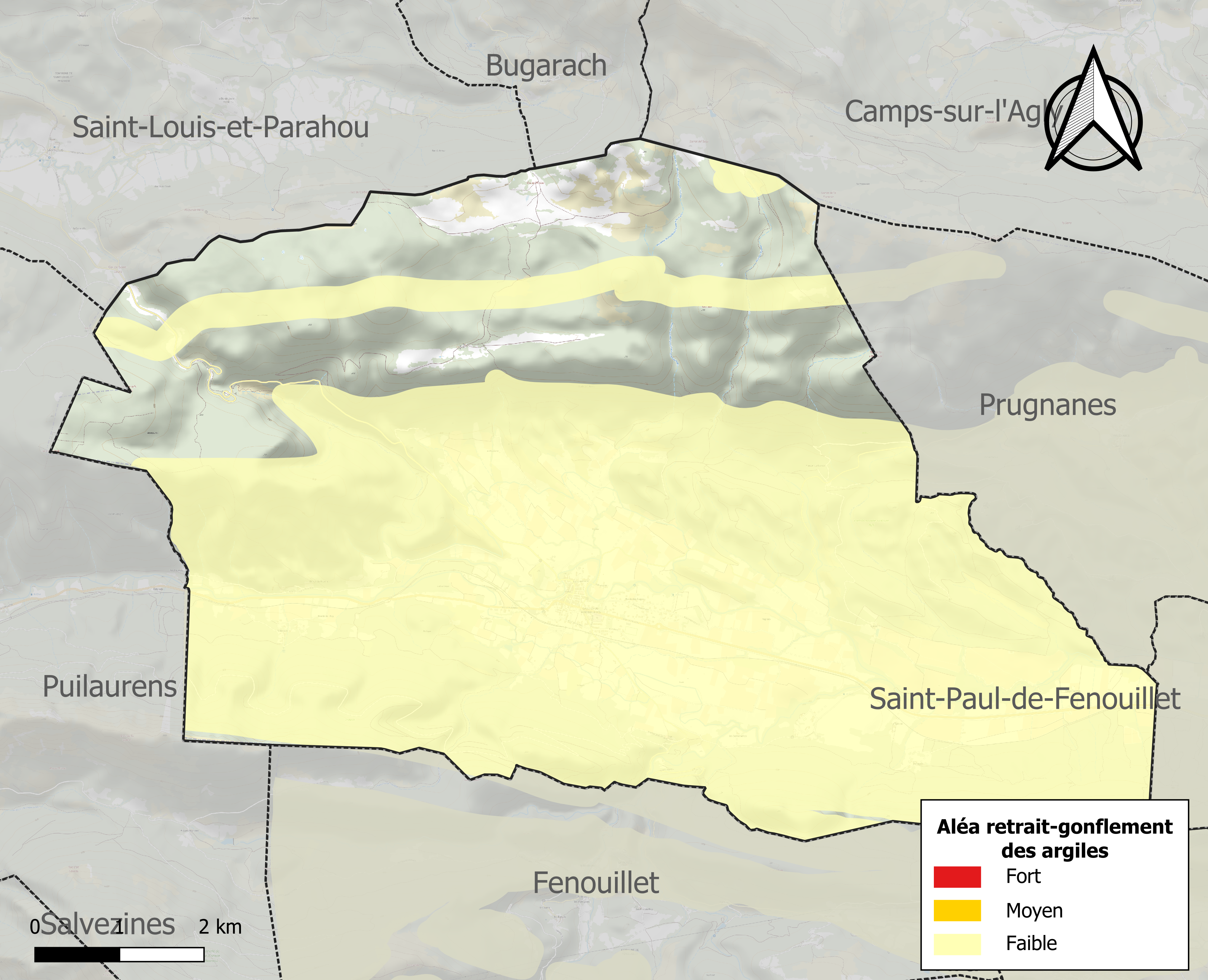
Carte des zones d'aléa retrait-gonflement des argiles.

#### Risques technologiques
Le risque de transport de matières dangereuses sur la commune est lié à sa traversée par une route à fort trafic. Un accident se produisant sur une telle infrastructure est en effet susceptible d’avoir des effets graves au bâti ou aux personnes jusqu’à 350 m, selon la nature du matériau transporté. Des dispositions d’urbanisme peuvent être préconisées en conséquence.

## Toponymie
Formes anciennes
Il est bien difficile à ce jour de remonter au-delà du XIII°s. On rencontre au XIVe siècle la forme Cauders, puis du XVe au XVIIe siècle Caudies. Par la suite, les formes modernes en occitan sont Caudiers ou Caudiès (équivalent phonétique).
En français, le nom officiel de la commune devient Caudiès en 1790, mais on utilisait déjà tantôt Caudiès-de-Fenouillèdes ou Caudiès-de-Saint-Paul. Cette dernière forme est encore utilisée à la fin du XIXe siècle, alors même que le 31 janvier 1898, Caudiès change officiellement de nom pour devenir Caudiès-de-Fenouillèdes.
En occitan, le nom de la commune peut être Caudiers de Fenolledès (forme historique), de Fenolhedés (forme normalisée) ou, par analogie avec les autres communes de la région et leur capitale d'origine, de Fenolhet
Etymologie
Le toponyme remonterait sans doute à une forme *CALDARIIS, "aux eaux chaudes ", sans que l'on puisse préciser à ce jour s'il s'agit d'eaux naturelles (tièdes plutôt que chaudes) ou de thermes /étuves (faisant possiblement partie d'une installation humaine au bord de l'axe de circulation connu antérieur à l'époque gallo-romaine...)

## Histoire
Le territoire apparait dans l'Histoire en 955 grâce à l'église Notre-Dame de la Val, dont la paroisse englobe Brugens (aujourd'hui lieu-dit), Perles (à ne pas confondre avec Perles à Fosse), Conac et surtout Le Bouich, qui semble être la localité la plus importante jusqu'au XIIIe siècle au moins. En 962 l'église accueille un important procès présidé par le seigneur éminent de la vicomté de Fenouillèdes, Sunifred II de Cerdagne, entre l'abbaye de Saint-Martin-Lys qui possède la paroisse, et des habitants du lieu. Il semble que Notre-Dame de la Val occupe une place centrale importante dans la vicomté. Le lieu de Caudiès n'est pas cité avant le XIVe siècle.
En 1271, l'archevêque de Narbonne récupère les possessions de l'abbaye et devient donc le nouveau seigneur du territoire.

## Politique et administration

### Canton
En 1790, la commune de Caudiès devient chef-lieu du canton de Caudiès. Elle est rattachée en 1801 au canton de Saint-Paul (devenu plus tard Saint-Paul-de-Fenouillet), qu'elle ne quitte plus par la suite.
À compter des élections départementales de 2015, la commune est incluse dans le nouveau canton de la Vallée de l'Agly.

### Liste des maires
| Période | Période  | Identité               | Étiquette | Qualité                                  |
| ------- | -------- | ---------------------- | --------- | ---------------------------------------- |
| 1790    | 1790     | Jean Martin            |           |                                          |
| 1790    | 1791     | Jean-Pierre Blancard   |           |                                          |
| 1791    | 1793     | Pierre Baux            |           |                                          |
| 1793    | 1796     | Jean Poumès            |           |                                          |
| 1796    | 1798     | Jean-Pierre Blancard   |           |                                          |
| 1798    | 1808     | Jean-François Pepratx  |           |                                          |
| 1808    | 1810     | Henri Bataille         |           |                                          |
| 1810    | 1814     | Jean Canaby            |           |                                          |
| 1814    | 1815     | Antoine Pepratx        |           |                                          |
| 1815    | 1816     | Benoît Bataillé-Lazeu  |           |                                          |
| 1816    | 1821     | Antoine Pepratx        |           |                                          |
| 1821    | 1830     | Benoît Bataillé-Lazeu  |           |                                          |
| 1830    | 1832     | Paul Baux              |           |                                          |
| 1832    | 1833     | Jean-Baptiste Tisseyre |           |                                          |
| 1833    | 1837     | Jean-Baptiste Benard   |           |                                          |
| 1837    | 1848     | Paul Baux              |           |                                          |
| 1848    | 1848     | Désiré Leroy-Daumenil  |           |                                          |
| 1848    | 1852     | Pierre Canaby          |           |                                          |
| 1852    | 1860     | François Laforgue      |           |                                          |
| 1860    | 1865     | Henri Bataille         |           |                                          |
| 1865    | 1870     | Victor Benet           |           |                                          |
| 1870    | 1870     | Pierre Canaby          |           |                                          |
| 1870    | 1877     | Casimir Benet          |           |                                          |
| 1877    | 1878     | François Coronat       |           |                                          |
| 1878    | 1888     | Casimir Benet          |           |                                          |
| 1888    | 1896     | Joseph Merou           |           |                                          |
| 1896    | 1908     | Tristan de Ferlue      |           |                                          |
| 1908    | 1914     | Joseph Poutou          |           |                                          |
| 1914    | 1919     | Jean Rivière           |           |                                          |
| 1919    | 1932     | Félix Fourcade         |           |                                          |
| 1932    | 1935     | François Torreilles    |           |                                          |
| 1935    | 1941     | Auguste Vayre          |           |                                          |
| 1941    | 1942     | Alexis Martignolles    |           |                                          |
| 1942    | 1944     | Aimé Pepratx           |           |                                          |
| 1944    | 1944     | Auguste Vayre          |           |                                          |
| 1944    | 1946     | Jean Molins            |           |                                          |
| 1946    | 1949     | Hector Peille          |           |                                          |
| 1949    | 1953     | Louis Fons             |           |                                          |
| 1953    | 1959     | Joseph Morer           |           |                                          |
| 1959    | 1983     | Louis Espinasse        | PS        | conseiller général (1969-1973)           |
| 1983    | 1995     | Jean Marty             |           |                                          |
| 1995    | 2001     | Jean-Yves Lacroix      |           |                                          |
| 2001    | 2008     | Louis Balagué          |           |                                          |
| 2008    | 2020     | Jean-Pierre Fourlon    |           |                                          |
| 2020    | En cours | Toussainte Calabrèse   | PS        | conseillère départementale (depuis 2011) |

## Population et société

### Démographie ancienne
La population est exprimée en nombre de feux (f) ou d'habitants (H).
| 1365 | 1378 | 1693  | 1709  | 1720  | 1744  | 1774  | 1789  | 1790    |
| ---- | ---- | ----- | ----- | ----- | ----- | ----- | ----- | ------- |
| 12 f | 7 f  | 188 f | 285 f | 285 f | 700 H | 191 f | 250 f | 1 070 H |

### Démographie contemporaine
L'évolution du nombre d'habitants est connue à travers les recensements de la population effectués dans la commune depuis 1793. Pour les communes de moins de 10 000 habitants, une enquête de recensement portant sur toute la population est réalisée tous les cinq ans, les populations de référence des années intermédiaires étant quant à elles estimées par interpolation ou extrapolation. Pour la commune, le premier recensement exhaustif entrant dans le cadre du nouveau dispositif a été réalisé en 2006.

En 2022, la commune comptait 585 habitants, en évolution de −7,14 % par rapport à 2016 (Pyrénées-Orientales : +3,92 %, France hors Mayotte : +2,11 %).
| 1793 | 1800  | 1806  | 1821  | 1831  | 1836  | 1841  | 1846  | 1851  |
| ---- | ----- | ----- | ----- | ----- | ----- | ----- | ----- | ----- |
| 928  | 1 007 | 1 100 | 1 211 | 1 327 | 1 350 | 1 406 | 1 450 | 1 969 |

| 1856  | 1861  | 1866  | 1872  | 1876  | 1881  | 1886  | 1891  | 1896 |
| ----- | ----- | ----- | ----- | ----- | ----- | ----- | ----- | ---- |
| 1 331 | 1 260 | 1 253 | 1 202 | 1 167 | 1 129 | 1 096 | 1 011 | 997  |

| 1901  | 1906  | 1911  | 1921  | 1926  | 1931  | 1936 | 1946 | 1954 |
| ----- | ----- | ----- | ----- | ----- | ----- | ---- | ---- | ---- |
| 1 109 | 1 058 | 1 070 | 1 019 | 1 028 | 1 008 | 955  | 907  | 849  |

| 1962 | 1968 | 1975 | 1982 | 1990 | 1999 | 2006 | 2011 | 2016 |
| ---- | ---- | ---- | ---- | ---- | ---- | ---- | ---- | ---- |
| 821  | 792  | 677  | 618  | 580  | 598  | 573  | 634  | 630  |

| 2021 | 2022 | - | - | - | - | - | - | - |
| ---- | ---- | - | - | - | - | - | - | - |
| 589  | 585  | - | - | - | - | - | - | - |

| selon la population municipale des années : | 1968 | 1975 | 1982 | 1990 | 1999 | 2006 | 2009 | 2013 |
| Rang de la commune dans le département      | 63   | 89   | 83   | 90   | 93   | 104  | 103  | 101  |
| Nombre de communes du département           | 232  | 217  | 220  | 225  | 226  | 226  | 226  | 226  |

### Manifestations culturelles et festivités
- Fête patronale : 8 septembre[46] ;
- Foires : 13 janvier, 5 février, 20 mars, 17 avril, jeudi avant Pentecôte, 2 juillet, 18 août, 22 septembre, 3 novembre, 13 décembre[46].

## Économie

### Revenus
En 2018, la commune compte 267 ménages fiscaux, regroupant 542 personnes. La médiane du revenu disponible par unité de consommation est de 18 610 € (19 350 € dans le département).

### Emploi
|                | 2008   | 2013   | 2018   |
| -------------- | ------ | ------ | ------ |
| Commune        | 9,6 %  | 12,9 % | 16,2 % |
| Département    | 10,3 % | 12,9 % | 13,3 % |
| France entière | 8,3 %  | 10 %   | 10 %   |

En 2018, la population âgée de 15 à 64 ans s'élève à 319 personnes, parmi lesquelles on compte 64,4 % d'actifs (48,2 % ayant un emploi et 16,2 % de chômeurs) et 35,6 % d'inactifs,. En  2018, le taux de chômage communal (au sens du recensement) des 15-64 ans est supérieur à celui de la France et du département, alors qu'il était inférieur à celui du département en 2008.
La commune fait partie de la couronne de l'aire d'attraction de Perpignan, du fait qu'au moins 15 % des actifs travaillent dans le pôle,. Elle compte 94 emplois en 2018, contre 112 en 2013 et 115 en 2008. Le nombre d'actifs ayant un emploi résidant dans la commune est de 155, soit un indicateur de concentration d'emploi de 60,7 % et un taux d'activité parmi les 15 ans ou plus de 38,3 %.
Sur ces 155 actifs de 15 ans ou plus ayant un emploi, 71 travaillent dans la commune, soit 46 % des habitants. Pour se rendre au travail, 80 % des habitants utilisent un véhicule personnel ou de fonction à quatre roues, 2,6 % les transports en commun, 8,1 % s'y rendent en deux-roues, à vélo ou à pied et 9,3 % n'ont pas besoin de transport (travail au domicile).

### Activités hors agriculture

#### Secteurs d'activités
55 établissements sont implantés  à Caudiès-de-Fenouillèdes au 31 décembre 2019. Le tableau ci-dessous en détaille le nombre par secteur d'activité et compare les ratios avec ceux du département,.
| Secteur d'activité                                                                                        | Commune | Commune | Département |
| Secteur d'activité                                                                                        | Nombre  | %       | %           |
| --- | ------- | ------- | ----------- |
| Ensemble                                                                                                  | 55      |         |             |
| Industrie manufacturière, industries extractives et autres                                                | 8       | 14,5 %  | (8,7 %)     |
| Construction                                                                                              | 6       | 10,9 %  | (14,3 %)    |
| Commerce de gros et de détail, transports, hébergement et restauration                                    | 18      | 32,7 %  | (30,5 %)    |
| Activités financières et d'assurance                                                                      | 1       | 1,8 %   | (3 %)       |
| Activités immobilières                                                                                    | 6       | 10,9 %  | (6,2 %)     |
| Activités spécialisées, scientifiques et techniques et activités de services administratifs et de soutien | 8       | 14,5 %  | (13 %)      |
| Administration publique, enseignement, santé humaine et action sociale                                    | 4       | 7,3 %   | (13,9 %)    |
| Autres activités de services                                                                              | 4       | 7,3 %   | (8,5 %)     |

Le secteur du commerce de gros et de détail, des transports, de l'hébergement et de la restauration est prépondérant sur la commune puisqu'il représente 32,7 % du nombre total d'établissements de la commune (18 sur les 55 entreprises implantées  à Caudiès-de-Fenouillèdes), contre 30,5 % au niveau départemental.

#### Entreprises et commerces
Les deux entreprises ayant leur siège social sur le territoire communal qui génèrent le plus de chiffre d'affaires en 2020 sont : 
- Equifun, enseignement de disciplines sportives et d'activités de loisirs (130 k€)
- L'olivier, hébergement touristique et autre hébergement de courte durée (69 k€)

### Agriculture
La commune se situe dans le Fenouillèdes, une petite région agricole occupant le nord-ouest  du département des Pyrénées-Orientales. En 2020, l'orientation technico-économique de l'agriculture  sur la commune est la viticulture.
|               | 1988 | 2000 | 2010 | 2020 |
| ------------- | ---- | ---- | ---- | ---- |
| Exploitations | 73   | 38   | 17   | 13   |
| SAU (ha)      | 467  | 389  | 143  | 157  |

Le nombre d'exploitations agricoles en activité et ayant leur siège dans la commune est passé de 73 lors du recensement agricole de 1988  à 38 en 2000 puis à 17 en 2010 et enfin à 13 en 2020, soit une baisse de 82 % en 32 ans. Le même mouvement est observé à l'échelle du département qui a perdu pendant cette période 73 % de ses exploitations,. La surface agricole utilisée sur la commune a également diminué, passant de 467 ha en 1988 à 157 ha en 2020. Parallèlement la surface agricole utilisée moyenne par exploitation a augmenté, passant de 6 à 12 ha.

## Culture locale et patrimoine

### Monuments et lieux touristiques
- L'église de la Nativité de Notre-Dame à Caudiès-de-Fenouillèdes
- Au sud, l'église Notre-Dame de Laval (église  Inscrit MH (1982), portail  Classé MH (1982)), un ermitage du XVe siècle, est située sur un promontoire en bordure de la route menant à Fenouillet ;
- L'église Saint-Jacques de Castel-Fizel est une église romane en ruines ;
- La tour du Viguier ( Inscrit MH (1982)), au sein du village ;
- La chapelle Saint Martin de Tours de Caudiès-de-Fenouillèdes.
- Le Castel Fizel, ruines d'un château des comtes de Fenouillet, domine plus au sud encore ermitage et village, lieu d'observation sur toute la vallée de la Boulzane et porte d'entrée défendant les gorges de Saint-Jaumes, accès ancestral au bourg et au château de Fenouillet ;
- Au nord, la route du col de Saint-Louis présente un singulier ouvrage d'art, un pont en escargot, astucieux édifice qui permet de gravir progressivement une pente trop forte. Cet ouvrage a été partiellement construit par des blocs pris à un fort wisigothique, dont on peut observer encore quelques ruines à son pied.

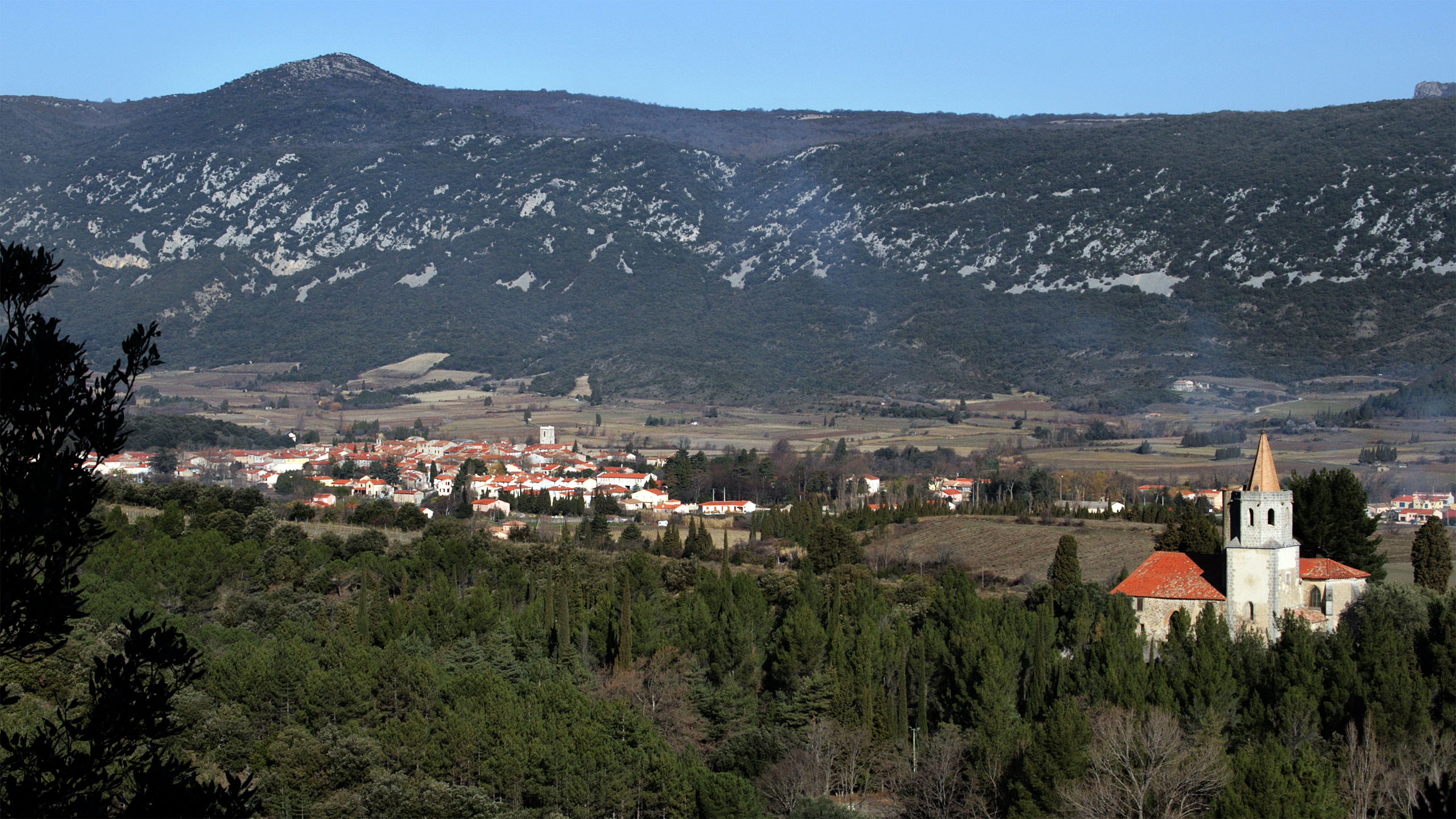
Vue du sud-est
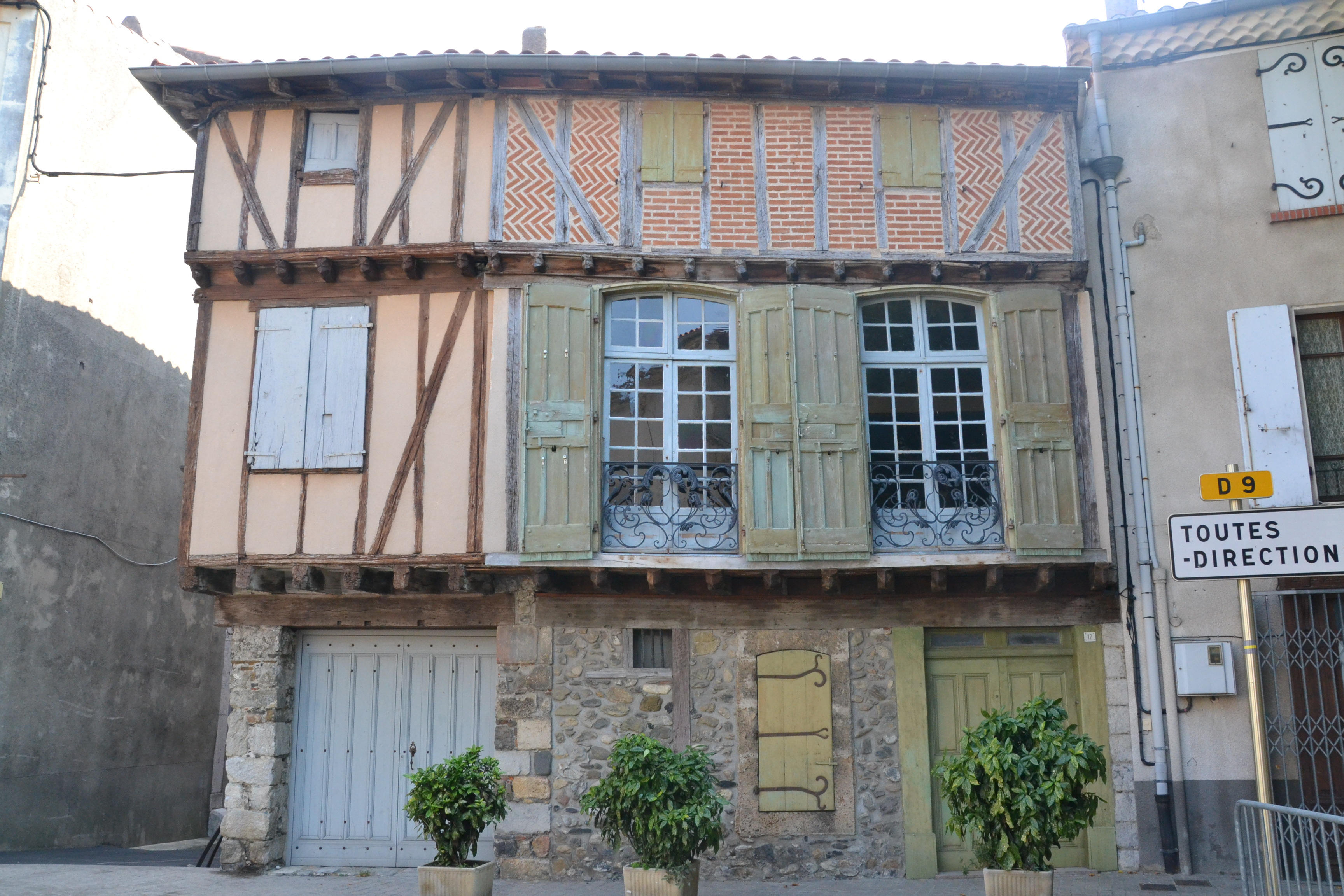
Maison à colombages dans le village
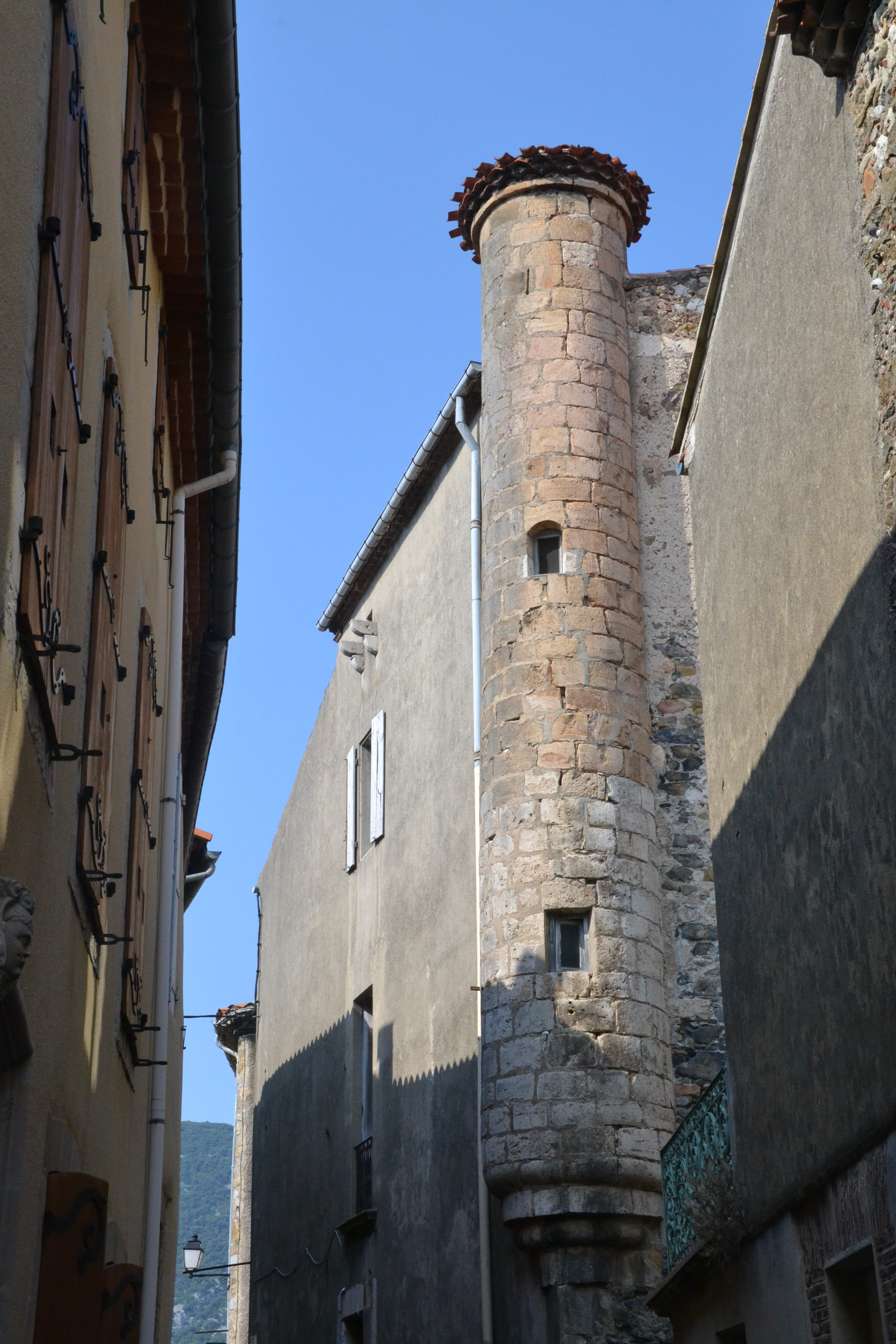
La Tour du Viguier
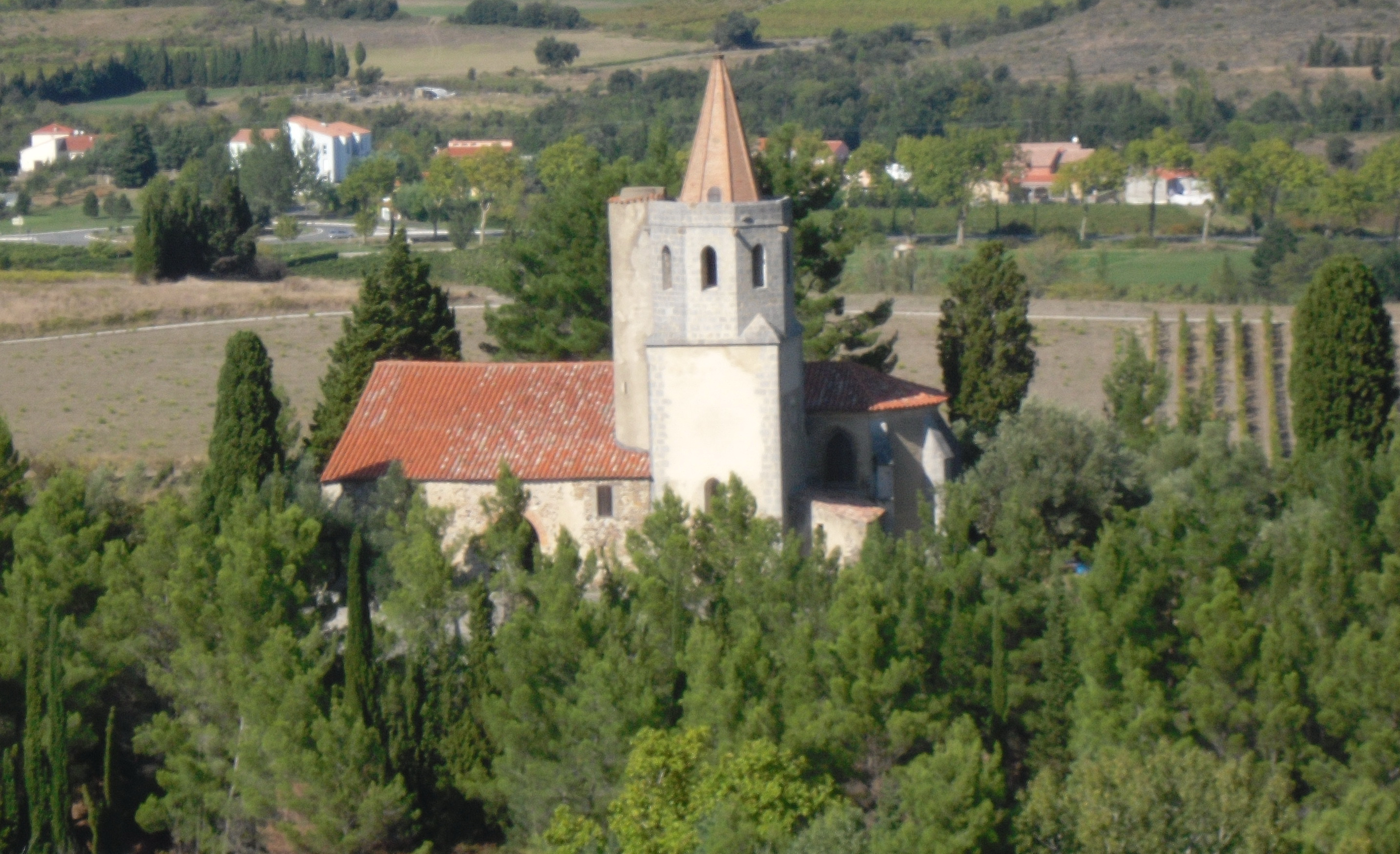
Église Notre-Dame de Laval
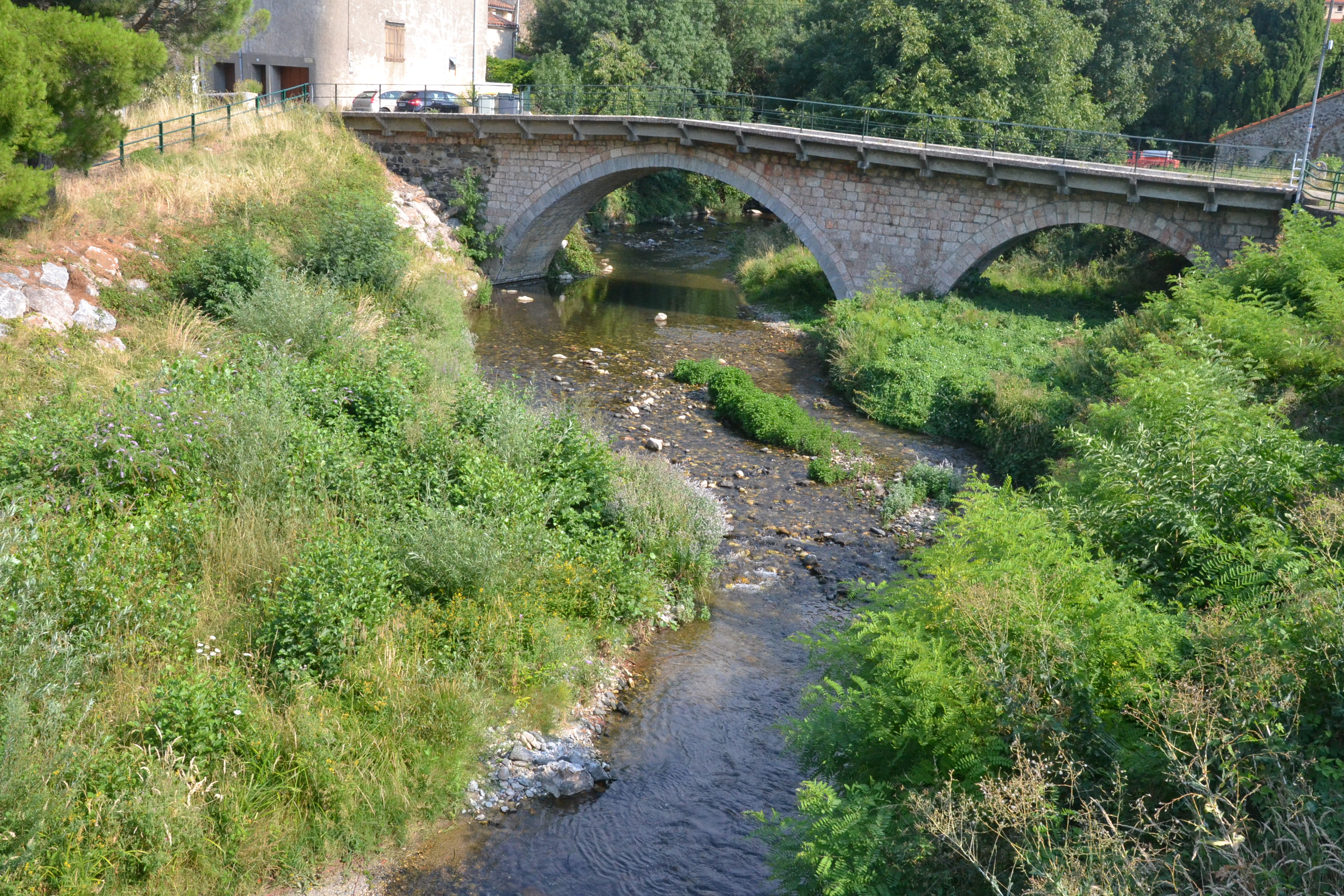
Pont sur la Boulzane

### Personnalités liées à la commune
- Paul-Marcel Balmigère (1882-1953) : peintre français.
- Henri Rollin (1880-1933) : homme politique né à Caudiès-de-Fenouillèdes.

### Héraldique
| Blason de Caudiès-de-Fenouillèdes | Blason  | D'or à la chaudière de gueules l'anse levée.     |
| Blason de Caudiès-de-Fenouillèdes | Détails | Le statut officiel du blason reste à déterminer. |